# Giro del Delfinato 2000
Il Giro del Delfinato 2000, cinquantaduesima edizione della corsa, si svolse dal 4 all'11 giugno su un percorso di 1163 km ripartiti in 7 tappe più un cronoprologo, con partenza da Grenoble e arrivo a Sallanches. Fu vinto dallo statunitense Tyler Hamilton della US Postal Service davanti allo spagnolo Haimar Zubeldia. Il terzo classificato, lo statunitense Lance Armstrong, fu successivamente escluso dall'ordine di arrivo in seguito alla squalifica a vita per uso di sostanze dopanti.

## Tappe
| Tappa  | Data      | Percorso                                          | km   | Vincitore di tappa      | Leader cl. generale     |
| ------ | --------- | ------------------------------------------------- | ---- | ----------------------- | ----------------------- |
| Prol.  | 4 giugno  | Grenoble > Grenoble (cron. individuale)           | 3,6  | Alberto López de Munain | Alberto López de Munain |
| 1ª     | 5 giugno  | Grenoble > Lione                                  | 189  | Frédéric Guesdon        | Alberto López de Munain |
| 2ª     | 6 giugno  | Châtillon-sur-Chalaronne > Saint-Étienne          | 210  | Fabrice Gougot          | Alberto López de Munain |
| 3ª     | 7 giugno  | Saint-Étienne > Saint-Chamond (cron. individuale) | 35,7 | Lance Armstrong         | Lance Armstrong         |
| 4ª     | 8 giugno  | Romans-sur-Isèr > Mont Ventoux                    | 159  | Tyler Hamilton          | Haimar Zubeldia         |
| 5ª     | 9 giugno  | Beaumes-de-Venise > Digne-les-Bains               | 201  | Tyler Hamilton          | Tyler Hamilton          |
| 6ª     | 10 giugno | Digne-les-Bains > Briançon                        | 218  | Íñigo Cuesta            | Tyler Hamilton          |
| 7ª     | 11 giugno | Saint-Jean-de-Maurienne > Sallanches              | 147  | Laurent Jalabert        | Tyler Hamilton          |
| Totale | Totale    | Totale                                            | 1163 |                         |                         |

## Dettagli delle tappe

### Prologo
- 4 giugno: Grenoble > Grenoble (cron. individuale) – 3,6 km

| Pos. | Corridore               | Squadra   | Tempo |
| ---- | ----------------------- | --------- | ----- |
| 1    | Alberto López de Munain | Euskaltel | 8'56" |
| 2    | Lance Armstrong         | US Postal | a 11" |
| 3    | José María Jiménez      | Banesto   | a 16" |

| Pos. | Corridore               | Squadra   | Tempo |
| ---- | ----------------------- | --------- | ----- |
| 1    | Alberto López de Munain | Euskaltel | 8'56" |
| 2    | Lance Armstrong         | US Postal | a 11" |
| 3    | José María Jiménez      | Banesto   | a 16" |

### 1ª tappa
- 5 giugno: Grenoble > Lione – 189 km

| Pos. | Corridore        | Squadra         | Tempo    |
| ---- | ---------------- | --------------- | -------- |
| 1    | Frédéric Guesdon | FDJ             | 4h33'56" |
| 2    | Fabrice Gougot   | Crédit Agricole | s.t.     |
| 3    | Alexei Sivakov   | Big Mat         | a 2"     |

| Pos. | Corridore               | Squadra   | Tempo    |
| ---- | ----------------------- | --------- | -------- |
| 1    | Alberto López de Munain | Euskaltel | 4h42'56" |
| 2    | Lance Armstrong         | US Postal | a 11"    |
| 3    | José María Jiménez      | Banesto   | a 17"    |

### 2ª tappa
- 6 giugno: Châtillon-sur-Chalaronne > Saint-Étienne – 210 km

| Pos. | Corridore           | Squadra         | Tempo    |
| ---- | ------------------- | --------------- | -------- |
| 1    | Fabrice Gougot      | Crédit Agricole | 5h04'51" |
| 2    | Jens Voigt          | Crédit Agricole | a 13"    |
| 3    | Cesar Solaun Solana | Banesto         | a 20"    |

| Pos. | Corridore               | Squadra   | Tempo    |
| ---- | ----------------------- | --------- | -------- |
| 1    | Alberto López de Munain | Euskaltel | 9h48'07" |
| 2    | Lance Armstrong         | US Postal | a 11"    |
| 3    | José María Jiménez      | Banesto   | a 17"    |

### 3ª tappa
- 7 giugno: Saint-Étienne > Saint-Chamond (cron. individuale) – 35,7 km

| Pos. | Corridore       | Squadra   | Tempo  |
| ---- | --------------- | --------- | ------ |
| 1    | Lance Armstrong | US Postal | 46'56" |
| 2    | Haimar Zubeldia | Euskaltel | a 21"  |
| 3    | Tyler Hamilton  | US Postal | a 31"  |

| Pos. | Corridore       | Squadra   | Tempo     |
| ---- | --------------- | --------- | --------- |
| 1    | Lance Armstrong | US Postal | 10h35'14" |
| 2    | Haimar Zubeldia | Euskaltel | a 28"     |
| 3    | Tyler Hamilton  | US Postal | a 45"     |

### 4ª tappa
- 8 giugno: Romans-sur-Isèr > Mont Ventoux – 159 km

| Pos. | Corridore          | Squadra      | Tempo    |
| ---- | ------------------ | ------------ | -------- |
| 1    | Tyler Hamilton     | US Postal    | 4h21'26" |
| 2    | Alex Zülle         | Banesto      | a 4"     |
| 3    | Kurt Van De Wouwer | Lotto-Adecco | a 7"     |

| Pos. | Corridore       | Squadra   | Tempo     |
| ---- | --------------- | --------- | --------- |
| 1    | Haimar Zubeldia | Euskaltel | 14h57'22" |
| 2    | Tyler Hamilton  | US Postal | a 3"      |
| 3    | Lance Armstrong | US Postal | a 51"     |

### 5ª tappa
- 9 giugno: Beaumes-de-Venise > Digne-les-Bains – 201 km

| Pos. | Corridore       | Squadra      | Tempo    |
| ---- | --------------- | ------------ | -------- |
| 1    | Tyler Hamilton  | US Postal    | 5h25'13" |
| 2    | Lance Armstrong | US Postal    | s.t.     |
| 3    | Rik Verbrugghe  | Lotto-Adecco | a 46"    |

| Pos. | Corridore       | Squadra   | Tempo     |
| ---- | --------------- | --------- | --------- |
| 1    | Tyler Hamilton  | US Postal | 20h22'38" |
| 2    | Haimar Zubeldia | Euskaltel | a 34"     |
| 3    | Lance Armstrong | US Postal | a 38"     |

### 6ª tappa
- 10 giugno: Digne-les-Bains > Briançon – 218 km

| Pos. | Corridore      | Squadra      | Tempo    |
| ---- | -------------- | ------------ | -------- |
| 1    | Íñigo Cuesta   | ONCE         | 6h22'40" |
| 2    | Pablo Lastras  | Banesto      | a 19"    |
| 3    | Rik Verbrugghe | Lotto-Adecco | a 3'31"  |

| Pos. | Corridore       | Squadra   | Tempo     |
| ---- | --------------- | --------- | --------- |
| 1    | Tyler Hamilton  | US Postal | 26h49'37" |
| 2    | Haimar Zubeldia | Euskaltel | a 31"     |
| 3    | Lance Armstrong | US Postal | a 36"     |

### 7ª tappa
- 11 giugno: Saint-Jean-de-Maurienne > Sallanches – 147 km

| Pos. | Corridore        | Squadra       | Tempo    |
| ---- | ---------------- | ------------- | -------- |
| 1    | Laurent Jalabert | ONCE          | 3h29'48" |
| 2    | Frédéric Bessy   | Jean Delatour | a 45"    |
| 3    | Xavier Jan       | FDJ           | s.t.     |

| Pos. | Corridore       | Squadra   | Tempo     |
| ---- | --------------- | --------- | --------- |
| 1    | Tyler Hamilton  | US Postal | 30h22'07" |
| 2    | Haimar Zubeldia | Euskaltel | a 31"     |
| 3    | Lance Armstrong | US Postal | a 36"     |

## Classifiche finali

### Classifica generale
| Pos. | Corridore              | Squadra                   | Tempo     |
| ---- | ---------------------- | ------------------------- | --------- |
| 1    | Tyler Hamilton         | US Postal Service         | 30h22'07" |
| 2    | Haimar Zubeldia        | Euskaltel-Euskadi         | a 31"     |
| 3    | Lance Armstrong        | US Postal Service         | a 36"     |
| 4    | Alex Zülle             | Banesto                   | a 1'42"   |
| 5    | Jonathan Vaughters     | Crédit Agricole           | a 2'56"   |
| 6    | Christophe Moreau      | Festina                   | a 3'36"   |
| 7    | Mikel Pradera          | Euskaltel-Euskadi         | a 3'56"   |
| 8    | Peter Luttenberger     | ONCE-Deutsche Bank        | a 4'44"   |
| 9    | Andrei Kivilev         | Ag2r Prévoyance-Décathlon | a 5'07"   |
| 10   | Ramón González Arrieta | Euskaltel-Euskadi         | a 5'21"   |